# Desmolaimus mirabilis
Desmolaimus mirabilis är en rundmaskart som beskrevs av Allgen 1935. Desmolaimus mirabilis ingår i släktet Desmolaimus och familjen Linhomoeidae. Arten är reproducerande i Sverige. Inga underarter finns listade i Catalogue of Life.